# Dragon's Dogma
Dragon's Dogma (en japonés: ドラゴンズ ドグマ, Doragonzu Doguma) es un videojuego de rol de acción, desarrollado y distribuido por Capcom para las consolas PlayStation 3 y Xbox 360, fue lanzado el 22 de mayo de 2012 en Norteamérica, el 24 de mayo de 2012 en Japón, y el 25 de mayo de 2012 en Europa.
En enero de 2012, se anunció que la versión del juego para Xbox 360 contará con una demo del videojuego Resident Evil 6. El 15 de enero de 2016 el juego fue lanzado en Steam. El 17 de septiembre de 2020 se estrenó una adaptación de anime producida por Netflix.

## Jugabilidad
El jugador podrá escoger entre distintos roles de personaje: Guerrero, Luchador, Caballero Místico, Asesino, Hechicero, Arquero Mágico, etc.
El juego toma como modelo la jugabilidad de títulos como la saga de rol Dark Souls.
Con un ambiente medieval el juego te introduce en los zapatos del Arisen quien debe pasar por difíciles y mortíferas pruebas 
para liberar a Gransys de las garras del dragón.
En este juego encontrarás desde sanguinarios asesinos y mercenarios hasta cíclopes, hidras , dragones, etc.
Primero tienes que demostrar tu valía en el prólogo una pequeña introducción cargada de acción en donde tu personaje llamado Savan, un Arisen de otros tiempos.
Al acabar el prólogo el juego te da la elección de editar tu guerrero/guerrera modificándole desde la cara hasta las piernas.
una vez hecho esto al avanzar en la historia crearás otro personaje quien será tu peón principal y tu representante este ´´peón´´ aumentará de nivel al ritmo que tú lo hagas además tienes la opción de contratar a otros dos peones (estos 2 peones te ayudarán en todo momento pero puedes reemplazarlos a tu gusto)los peones pueden ser luchadores, striders, magos, guerreros, exploradores o hechiceros y en total habrán 100 de cada nivel.los peones se contratan con cristales de falla(gratis si son de tu nivel)en cuanto peones de más nivel que el tuyo contrates más cristales de falla tendrás que pagar.

## Argumento
La historia comienza en la misión "prólogo" protagonizada por Savan un arisen que está buscando al dragón Grigori. Tras combatir algunos enemigos se encuentra una puerta enorme que lleva al dragón, pero antes de cruzar tendrá que enfrentarse a una "Quimera". Tras matar a la Quimera y pisar unos mecanismos la puerta se abrirá y terminara el prólogo. Después tendremos que crear a nuestro propio arisen.

## Dark Arisen
Más tarde, Dragon's Dogma tuvo una expansión llamada Dragon's Dogma: Dark Arisen, con más enemigos, misiones, armas, etc. Además el juego contó con el nuevo diseñador de sonido Fernando Savoy, que luego fue contratado para trabajar en la versión de PC.
El 15 de enero del año 2016 el juego fue lanzado para la plataforma de PC, el juego Dragon's Dogma: Dark Arisen incluye DLC y actualizaciones previas a su salida para PC, más tarde salió para las consolas de la octava generación PS4,XBOX ONE Y Nintendo switch. Dónde por primera vez dio la luz en una Consola de Nintendo.
- Datos: Q3083413